# Бруно Гімараес
Бруно Гімараес Родрігес Моура (порт. Bruno Guimarães Rodriguez Moura, нар. 16 листопада 1997, Ріо-де-Жанейро) — бразильський футболіст, півзахисник «Ньюкасл Юнайтед» й національної збірної Бразилії.

## Клубна кар'єра
Народився в Ріо-де-Жанейро, Вихованець клубу «Аудакс», за першу команду якого дебютував 9 квітня 2015 року, у віці всього лише 17 років, відіграши в останніх трьох хвилинах матчу Ліги Паулісти проти «Брагантіно» (2:1).
11 травня 2017 року він приєднався до «Атлетіко Паранаенсе» на правах оренди до квітня 2018 року, і був спочатку був включений до заявки молодіжної команди до 23 років. У бразильській Серії А дебютував 17 червня 2017 року, вийшовши в другому таймі матчу проти Атлетіко Гояніенсі. 1 березня 2018 року гравець підписав з клубом повноцінний контракт до 2021 року. і в тому ж році виграв з клубом чемпіонат штату Парана. З 2018 року він став гравцем основного складу та допоміг клубу виграти вперше в історії Південноамериканський кубок (2018) та Кубок Бразилії (2019).
30 січня 2020 перейшов до французького «Ліона». Вартість трансфера склала 20 мільйонів євро.

## Кар'єра в збірній
14 жовтня 2019 дебютував в олімпійській збірній Бразилії.

## Досягнення
- Олімпійський чемпіон (1): 2020
- Володар Південноамериканського кубка (1):

«Атлетіко Паранаенсе»: 2018
- Переможець Ліги Паранаенсе (1):

«Атлетіко Паранаенсе»: 2018
- Володар Кубка Бразилії (1):

«Атлетіко Паранаенсе»: 2019
- Володар Кубка банку Суруга (1):

«Атлетіко Паранаенсе»: 2019
- Володар Кубка Футбольної ліги (1):

«Ньюкасл Юнайтед»: 2024-25